# Alette Pos
Esther „Alette” Pos (ur. 30 marca 1962 w Arnhem) – holenderska hokeistka na trawie. Złota medalistka olimpijska z Los Angeles.
Zawody w 1984 były jej jedynymi igrzyskami olimpijskimi, Holenderki triumfowały. W turnieju rozegrała jedno spotkanie. Łącznie w reprezentacji Holandii wystąpiła w 28 meczach (1982–1988). W 1983 znajdowała się wśród mistrzyń świata.